# Industrial Symphony No. 1: The Dream of the Broken Hearted
Pour les articles homonymes, voir Symphonie no 1.
Pour plus de détails, voir Fiche technique et Distribution.
Symphony No. 1: The Dream of the Broken Hearted est un téléfilm américain, réalisé par David Lynch, diffusé en 1990.

## Synopsis
Il s'agit de la captation vidéo d'un spectacle musical présenté par Lynch (et co-signé avec Angelo Badalamenti) à la Brooklyn Academy of music le 10 novembre 1989, dans le cadre du festival New Music America. À la base, Industrial Symphony no 1 est un récital de chansons écrites par David Lynch, parolier, et Angelo Badalamenti, compositeur. La plupart des chansons ont un rythme lent, prennent pour thème l'amour, et empruntent aux sonorités des slows des années 1950 tout en les sublimant. Les chansons sont interprétées par Julee Cruise : son style vocal ne laisse pas de place à l'improvisation ; il reste fluet, appliqué, sans aucun effet séducteur ou sensuel, l'objectif étant de laisser l'émotion surgir d'une atmosphère globale créée par le spectacle et non par l’interprète uniquement. Dans le spectacle, la chanteuse apparaît le plus souvent suspendue ou blottie dans le coffre d'une voiture : "Défigurée par une perruque platine faisant casque, transformée en abat-jour par une robe à balconnet dont l'ampleur partant au-dessus de la taille l'engonce, dévoile ses jambes qui se balancent dans le vide."  
 Une vidéo fait office de prologue au spectacle : on y voit les personnages éponymes du film Sailor et Lula qui se parlent au téléphone. Sailor (Nicolas Cage) annonce, désolé, à Lula (Laura Dern), qu’il doit partir. Les deux personnages semblent aussi désarmés l’un que l’autre. Ce sont les rêves et les visions de Lula qui constituent la suite du spectacle, dont le sous-titre prend tout son sens : « le rêve d’une femme au cœur brisé ». On peut considérer le personnage fantasmagorique interprété par Julee Cruise comme une projection du moi esseulé de Lula. Parmi les autres participants au spectacle, on reconnaît Michael J. Anderson, le nain de la Red Room dans la série Twin Peaks : il scie à plusieurs reprises et sans succès une bûche, puis rejoue le dialogue de la séparation des deux amants. Interviennent également des danseuses, des ouvriers de chantier, et un homme-cerf géant écorché monté sur échasses.  À la fin du spectacle, des baigneurs en celluloïd tombent de cintres. Puis tout se termine avec une pluie de poussière lumineuse, dans un sentiment d’apaisement.

## Fiche technique
- Titre : Symphony No. 1: The Dream of the Broken Hearted
- Réalisateur : David Lynch
- Producteurs : David Lynch et Angelo Badalamenti
- Producteurs exécutifs : Steve Golin, Monty Montgomery et Sigurjon Sighvatsson
- Musique : Angelo Badalamenti et David Lynch
- Directeur de la photographie : John Schwartzman (en)
- Montage : Bob Jenkis
- Décors : Franne Lee
- Lumières : Anne Militello
- Chorégraphie : Martha Clark
- Montage de la conversation téléphonique : Mary Sweeney
- Format : 1.33:1
- Pays d'origine :  États-Unis
- Durée : 50 minutes

## Distribution
- Laura Dern : la femme au cœur brisé
- Nicolas Cage : le briseur de cœur
- Julee Cruise : le double en rêve de la femme au cœur brisé
- Lisa Giobbi : Danseuse
- Félix Blaska : Danseur
- Michael J. Anderson : le bûcheron (jumeau A)
- Andre Badalamenti : le clarinettiste solo (jumeau B)
- John Bell[Lequel ?] : le grand cerf écorché